# اچ‌ام‌ای‌اس سایکی
اچ‌ام‌ای‌اس پسوخه (به انگلیسی: HMAS Psyche) یک کشتی بود که طول آن ۳۱۳٫۵ فوت (۹۵٫۶ متر) بود. این کشتی در سال ۱۸۹۸ ساخته شد.